# Budżet partycypacyjny

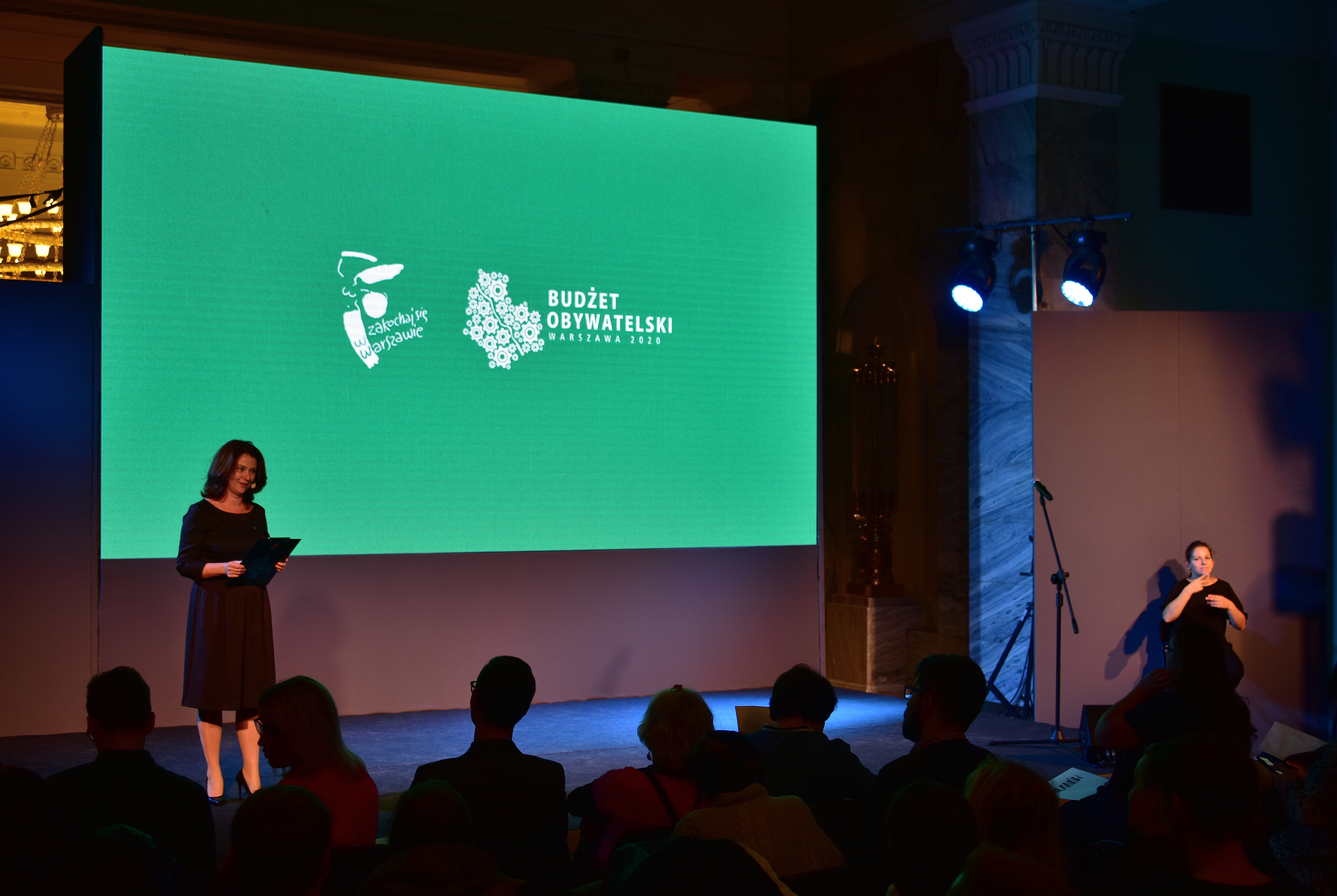
Ogłoszenia wyników budżetu obywatelskiego w Warszawie, Pałac Kultury i Nauki (2019)

Budżet partycypacyjny, także budżet obywatelski – demokratyczny proces dyskusji i podejmowania decyzji, w którym mieszkańcy gminy decydują o tym, w jaki sposób wydawać część środków z jej budżetu.
Najczęściej jest on tworzony poprzez wykorzystanie takich narzędzi, jak poznanie priorytetów w wydawaniu pieniędzy, wybór delegatów budżetowych, reprezentujących lokalne społeczności, wsparcie techniczne ze strony urzędów miast i gmin, a następnie implementacja pomysłów mających bezpośrednie przełożenie na jakość życia mieszkańców.

## Budżet partycypacyjny w Porto Alegre
Pierwszy pełny proces tworzenia budżetu partycypacyjnego rozpoczął się w brazylijskim mieście Porto Alegre już w roku 1989. To coroczny proces dyskusji i podejmowania decyzji, w którym tysiące mieszkańców miasta decyduje, jak wydawać część tamtejszego budżetu miejskiego. W procesie sąsiedzkich, regionalnych i ogólnomiejskich zgromadzeń otwartych dla wszystkich, obywatele i wybrani delegaci budżetowi głosują nad tym, jakie priorytetowe potrzeby dofinansować i na jakim poziomie. Na pierwszym etapie sąsiedzi wybierają delegatów dzielnicowych i tematycznych, którzy następnie, na nieoficjalnych spotkaniach decydują o priorytetowych inwestycjach, przyznając im określoną liczbę punktów – im więcej, tym ważniejsza inwestycja. W drugiej rundzie obradują wspólnie zebrania dzielnicowe i tematyczne, które wybierają radnych do rady budżetu partycypacyjnego.
Naukowcy tacy jak m.in. Rebecca Abers, Gianpaolo Baiocchi i Leonardo Avritzer badali wpływ budżetu partycypacyjnego na rządowe wydawanie pieniędzy i alokację zasobów. Odkryli trend zmierzający w kierunku wydawania większej ilości pieniędzy w najmniej do tej pory finansowanych dzielnicach. Większość wniosków opierała się jednak na danych rządowych i trudno je jednoznacznie zweryfikować.

## Budżet partycypacyjny na świecie
Od czasu powstania w Ameryce Południowej, budżet partycypacyjny rozszerzył się na setki miast całego świata, w tym w Europie, Azji, Afryce czy też Ameryce Północnej. W niektórych miastach został wprowadzony do szkół, uniwersytetów i budownictwa społecznego czy instytucji kultury. Mechanizmy stosowania budżetu partycypacyjnego różnią się od siebie, dostosowując do lokalnego kontekstu, różny jest także procent miejskiego budżetu oddawanego do dyspozycji mieszkańców.
W Europie projekt podchwyciły miejscowości we Francji, Włoszech, Niemczech, Hiszpanii i Wielkiej Brytanii. Jest to też popularny sposób oddawania władzy mieszkańcom miast Kanady.

### Budżet partycypacyjny w Polsce

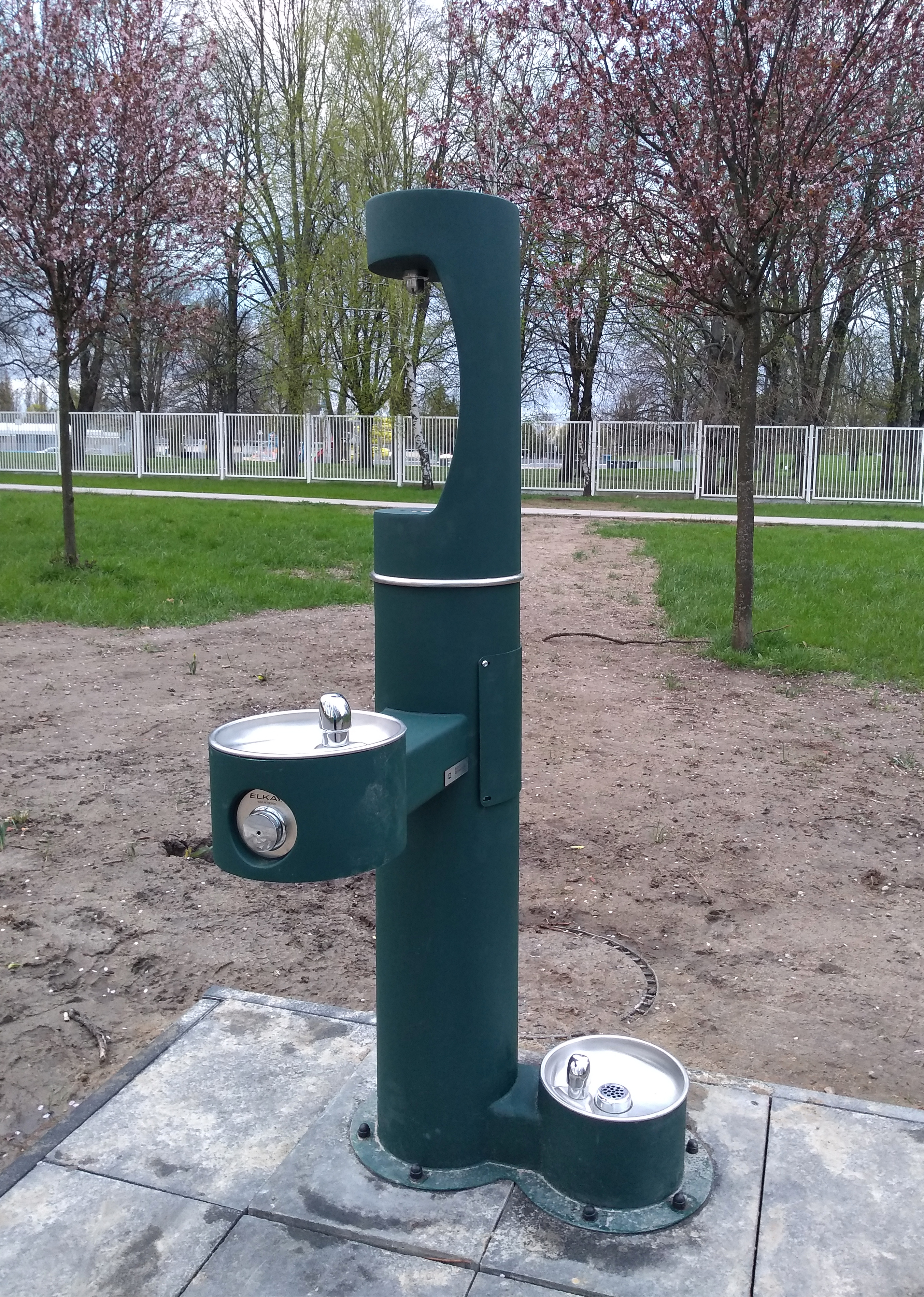
Dystrybutor wody dla ludzi i psów ufundowany z budżetu partycypacyjnego w Warszawie

W Polsce kwestią oddolnej demokracji zajmował się Rafał Górski, anarchista, który napisał poświęconą temu zagadnieniu książkę Bez państwa. Demokracja uczestnicząca w działaniu. Stowarzyszenie Liderów Lokalnych Grup Obywatelskich w ramach programu Laboratorium Monitoringu Budżetu analizuje jakość konsultacji społecznych, w tym konsultacji dotyczących tworzenia budżetu gminy.
Budżet obywatelski po raz pierwszy wprowadzono w 2011 w Sopocie, obecnie wprowadzany jest w wielu miastach, zazwyczaj na poziomie budżetu gminy – m.in. w Bydgoszczy, Łodzi, Radomiu, Wrocławiu, Warszawie, Poznaniu, Tarnowie, Toruniu, Krakowie, Elblągu, Gdańsku, Kielcach czy Wodzisławiu Śląskim. Z tego narzędzia korzysta około 320 miast, w których w ramach edycji na 2017 rok planowano przeznaczyć na ten cel łącznie ponad pół miliarda złotych. 
W 2018 r. do ustaw o samorządach: gminnym, powiatowym i województwa dodano regulacje o budżecie obywatelskim, które są stosowane od kadencji 2018-2023. Szczegóły dotyczące projektu budżetu obywatelskiego określają uchwały organu stanowiącego właściwej jednostki samorządu terytorialnego. W gminach niebędących miastami na prawach powiatu realizacja budżetu obywatelskiego nie jest obowiązkowa.
Formą budżetu partycypacyjnego jest fundusz sołecki. W oparciu o ustawę z 21 lutego 2014 r. o funduszu sołeckim, która zastąpiła ustawę z dnia 20 lutego 2009 roku o funduszu sołeckim, rady gmin podejmują uchwały, w których wyrażają zgodę lub nie wyrażają zgody na wyodrębnienie funduszu w budżecie gminy. Wielkość i sposób jego podziału na poszczególne sołectwa wylicza się używając algorytmu zapisanego w ustawie. Może on być przeznaczony na realizację przedsięwzięć, które są zadaniami własnymi gminy, służą poprawie warunków życia mieszkańców i są zgodne ze strategią rozwoju gminy. O wyborze konkretnych celów oraz sposobów wykorzystania środków decydują w praktyce zebrania wiejskie, w których mogą uczestniczyć i głosować wszyscy mieszkańcy, uchwalając odpowiedni wniosek. 
Gminy otrzymują z budżetu państwa zwrot, w formie dotacji celowej, części wydatków wykonanych w ramach funduszu.

## Krytyka
Niemiecki architekt Markus Miessen zwrócił uwagę na to, że budżet partycypacyjny może stać się przeciwieństwem wzmocnienia sił obywatelskich i sprawczości społeczności lokalnych, służąc legitymizacji poczynań władzy. Może się tak dziać w sytuacji wdrożenia go w sposób dający obywatelom iluzję poczucia sprawczości w zakresie np. jednego procenta posiadanych przez dane władze środków, przy jednoczesnym odwiedzeniu ludzi od rozważania wydatkowania pozostałych 99 procent budżetu. Skutecznie eliminuje to konflikty i potencjalne protesty. Budżet obywatelski staje się w takiej sytuacji dodatkowym plebiscytem, w miejsce realnej dyskusji nad kształtem rozwoju miejscowości.